# Clifford D. Simak
Clifford Donald Simak, född 3 augusti 1904 i Millville, Wisconsin, död 25 april 1988 i Minneapolis, Minnesota, var en ledande amerikansk science fictionförfattare.
Han tilldelades Hugopriset tre gånger och Nebulapriset en gång (1980 för novellen Grotto of the Dancing Deer). 1976 belönades han med utmärkelsen SFWA Grand Master Award, numera Damon Knight Memorial Grand Master för sin författargärning.

## Biografi
Clifford Donald Simak föddes i Millville, Wisconsin, son till John Lewis och Margaret (Wiseman) Simak. Han gifte sig med Agnes Kuchenberg 13 april, 1929 och de fick två barn, Scott and Shelley. Simak gick på University of Wisconsin och jobbade på flera dagstidningar i mellanvästern. Han påbörjade en livslång relation med Minneapolis Star and Tribune (Minneapolis, Minnesota) 1939. Han blev Minneapolis Stars nyhetsredaktör 1949 och koordinator för Minneapolis Tribunes Science Reading Series 1961. Han dog i Minneapolis.

## Författarkarriär
Simak började skriva för science fiction-"pulp magazines" 1931, men lämnade fältet 1933. Den enda science fiction han publicerade mellan 1933 och 1937 var The Creator (1935), en berättelse med religiösa implikationer, vilket var ovanligt i den tidens science fiction.
När John W. Campbell började definiera om genren 1937, återvände Simak till science fiction och skrev regelbundet för Astounding Stories genom science fictions guldålder under perioden 1938–1950. Hans första publikationer, som Cosmic Engineers (1939), följde traditionerna från den tidigare undergenren "superscience", utvecklad av E. E. "Doc" Smith, men han utvecklade snart sin egen stil, som vanligen beskrivs som nostalgisk och pastoral. En typisk Simaksk utomjording hittas oftare sittande på en bondveranda i Wisconsin i färd med att dricka öl med huvudpersonen, än i färd med att invadera Jorden. Under den här perioden publicerade Simak även ett antal krigs- och westernhistorier i "pulp magazines".
Simak fortsatte skriva framstående romaner genom 1950- och 1960-talen. Kvaliteten på hans längre verk sjönk något under 1970-talet medan hans hälsa vacklade, men hans noveller var fortsatt omtyckta. Med hjälp av en vän fortsatte han skriva och publicera science fiction, och senare även fantasy, till över åttio års ålder.

### Romaner
- The Creator (första gången publicerad i ett magasin 1935, första gången publicerad i bokform 1946)
- Bortom universum, Cosmic Engineers (första gången publicerad i ett magasin 1939, första gången publicerad i bokform 1950)
- Empire (1951) (Galaxy novel #7)
- Tid och evighet, Time and Again (1951) [pocketutgåvans titel First He Died]
- Websters värld, City (1952, i 1976s utgåva lades Epilog till, men utelämnades i efterföljande omtryckningar av Science Fiction Book Club)
- Ring runt solen, Ring Around the Sun (1954)
- På tidens strand, Time is the Simplest Thing (1961)
- The Trouble With Tycho (1961)
- De var som människor, They Walked Like Men (1962, handlar om en rymdinvasion)
- Porten till stjärnorna, Way Station (1963)
- Allt kött är hö / Purpurblommorna, All Flesh Is Grass (1965)
- Vi måste ändå dö, Why Call them Back From Heaven?  (1967)
- Förvandlaren, The Werewolf Principle (1967)
- Kristallplaneten, The Goblin Reservation (1968)
- Myternas planet, Out of Their Minds (1970)
- Destiny Doll (1971)
- Budskap från stjärnorna, A Choice of Gods (1972)
- Åter till jorden, Cemetery World (1973)
- Our Children's Children (1974)
- Enchanted Pilgrimage (1975)
- Shakespeare's Planet (1976)
- A Heritage of Stars (1977)
- The Fellowship of the Talisman (1978)
- Mastodonia (1978) [brittisk titel Catface]
- Besökarna, The Visitors (1980)
- Projekt Påve, Project Pope (1981)
- Where the Evil Dwells (1982)
- Andra chansen, Special Deliverance (1982)
- Tidsflyktingen, Highway of Eternity (1986) [alternativ titel Highway to Eternity]

### Samlingar
- Strangers in the Universe (1956) [innehållet reviderat 1957 och 1958]
- The Worlds of Clifford Simak  (1960)
- Aliens for Neighbours (1961) [brittisk omtryckning av The Worlds of Clifford Simak]
- All the Traps of Earth and Other Stories  (1962) innehållet reviderat 1963
- Other Worlds of Clifford Simak  (1962) [förkortad version av The Worlds of Clifford Simak (1961)]
- The Night of the Puudly (1964) [brittisk omtryckning av All the Traps of Earth and Other Stories]
- Worlds Without End  (1964)
- Best Science Fiction Stories of Clifford Simak  (1967)
- So Bright the Vision  (1968)
- The Best of Clifford D. Simak (1975)
- Skirmish: The Great Short Fiction of Clifford D. Simak  (1977)
- Brother And Other Stories  (1986)
- The Marathon Photograph and Other Stories  (1986)
- Off-Planet (1989)
- The Autumn Land and Other Stories (1990)
- Immigrant and Other Stories (1991)
- The Creator and Other Stories (1993)
- Over the River and Through the Woods: The Best Short Fiction of Clifford D. Simak  (1996)
- The Civilisation Game and Other Stories  (1997)

I Nova science fiction, 4 2004, är ett nummer med noveller av Clifford D Simak. 
- Byggbarack
- Ett dödsfall i huset
- Mastodontprojektet
- Knall och fall
- Gråtmild fylla
- Hemmet
- Småvilt
- Jorden som inspiration
- Epilog

### Fakta
- The Solar System: Our New Front Yard (1962)
- Trilobite, Dinosaur, and Man: The Earth's Story (1965)
- Wonder and Glory: The Story of the Universe (1969)
- Prehistoric Man: The Story of Man's Rise to Civilization (1971)

### Böcker med Clifford D. Simak som redaktör
- From Atoms to Infinity: Readings in Modern Science (1965)
- The March of Science (1971)
- Nebula Award Stories #6 (1971)
- The Best of Astounding (1978)

## Priser, utmärkelser och utnämningar
- International Fantasy Award i klassen "Bästa skönlitterära bok" för City (1953).
- Hugopriset i klassen "Bästa långnovell" för The Big Front Yard (1959).
- Hugopriset i klassen "Bästa roman" för Way Station (1964).
- Minnesota Academy of Science Award för framstående insatser i vetenskapens tjänst (1967).
- First Fandom Hall of Fame Award (1973).
- Damon Knight Memorial Grand Master Award (1976).
- Jupiter Award i klassen "Bästa roman" för A Heritage of Stars (1978).
- Hugopriset i klassen "Bästa novell" för Grotto of the Dancing Deer (1981).
- Nebulapriset i klassen "Bästa novell" för Grotto of the Dancing Deer (1981).
- Locus Award i klassen "Bästa novell" för Grotto of the Dancing Deer (1981).
- Analog Analytical Laboratory Award i klassen "Bästa novell" för Grotto of the Dancing Deer (1981).
- Bram Stoker Lifetime Achievement Award (1988).

## Böcker om Clifford D. Simak
- Muriel R. Becker Clifford D. Simak, a primary and secondary bibliography  (1980)
- Mark Owings The Electric Bibliograph 1: Clifford D. Simak (19??)
- Phil Stephensen-Payne Clifford D. Simak: A Working Bibliography (1991, ISBN 1-871133-28-9)
- Robert J. Ewald Clifford Simak Reader's Guide to Contemporary Science Fiction and Fantasy Authors Vol. 59 (19??)